# Detector de căldură

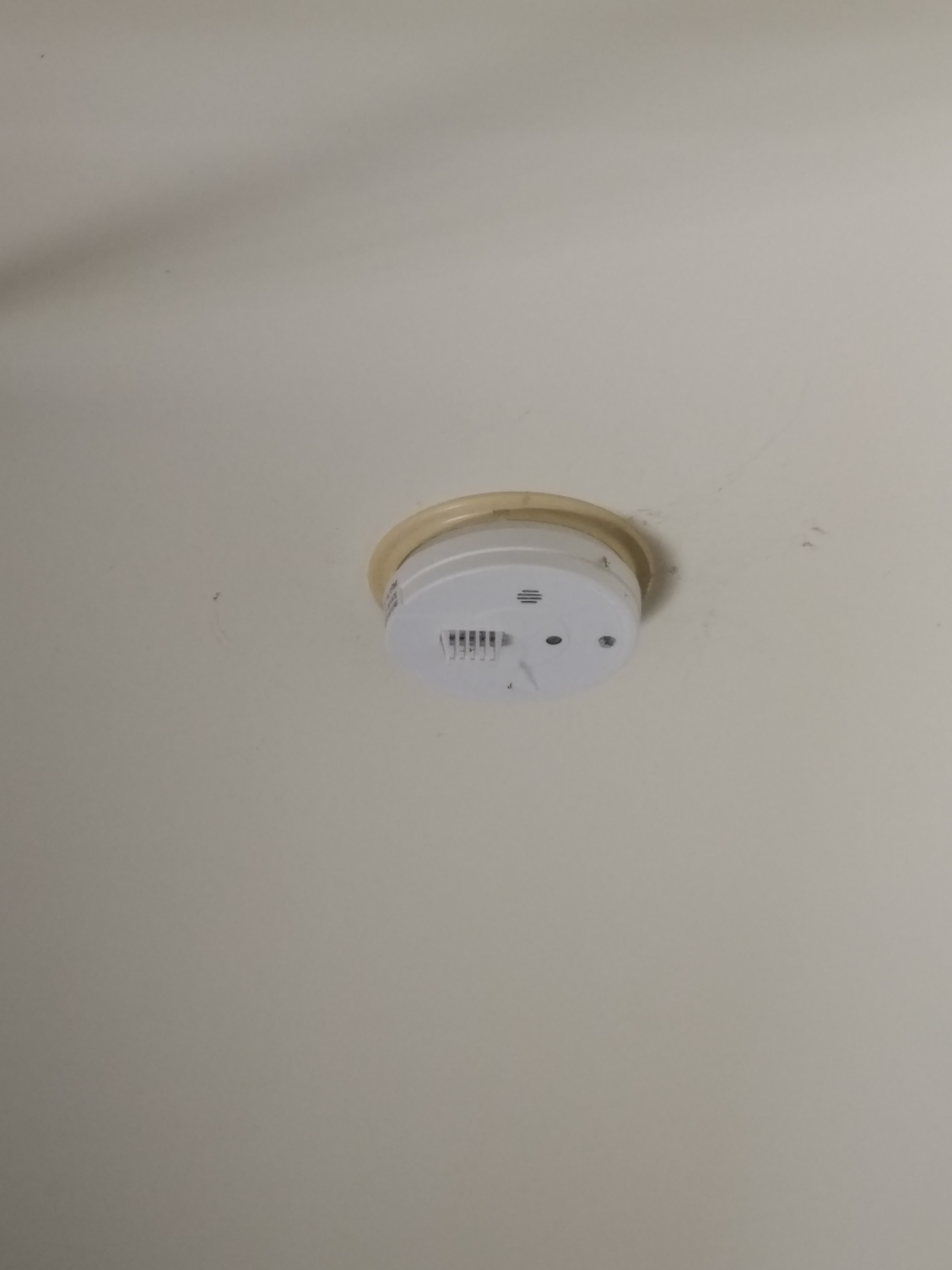
Detector de căldură

Un detector de căldură este un aparat conceput să răspundă la o creștere de temperatură.

## Caracteristici și clasificare
Acest tip de detector este în general considerat printre cele mai puțin sensibile, intrând în funcțiune atunci când flăcările ating aproximativ o treime din distanța de la baza focului la tavan.
Clasificare
- cu gradient de temperatură sau termodiferențiale: sunt utilizate în locuri unde temperatura variază lent sau nesemnificativ, iar alarma de incendiu trebuie declanșată la creșteri rapide sau la depășirea unei valori limită a temperaturii.[2]
- de prag de temperatură sau termomaximale: se  folosesc în locuri cu variații mari de temperatură, acolo unde alarma este inițiată la depășirea unei valori maxime a acestei temperaturi.[2]

## Legăturiexterne
Materiale media legate de Detector de căldură la Wikimedia Commons